# Ronnbergia fraseri
Espèce
Classification phylogénétique
Synonymes
- Pothuava fraseri (Baker) L.B.Sm. & W.J.Kress
- Aechmea fraseri Baker

Ronnbergia fraseri est une espèce de plantes à fleurs de la famille des Bromeliaceae qui se rencontre en Équateur et au Pérou.

## Synonymes
- Pothuava fraseri (Baker) L.B.Sm. & W.J.Kress[1].
- Aechmea fraseri Baker[2]